# Michel Macedo
Michel Macedo (Fortaleza, 23 de setembro de 1998) é um esquiador alpino brasileiro. Representou o Brasil nos Jogos Olímpicos de Inverno de 2018, em PyeongChang na Coreia do Sul. Também esteve presente nos Jogos Olímpicos de Inverno da Juventude de 2016 em Lillehammer, na Noruega.

## Carreira
Nascido em Fortaleza, no Ceará, Michel mudou-se com sua família para a cidade de Portland, Oregon nos Estados Unidos. Introduzido na prática do esqui alpino, Michel e seu irmão Tobias Macedo começaram a participar de competições locais.
Em 2014 Michel se sagrou campeão brasileiro nas provas de slalom e no slalom gigante. No ano seguinte, Macedo foi eleito o melhor atleta de esportes de neve no Prêmio Brasil Olímpico. Classificado para os Jogos Olímpicos de Inverno da Juventude de 2016, Michel competiu em quatro provas: slalom, slalom gigante, combinado e super-G, modalidade no qual alcançou seu melhor resultado, com um 15º lugar.
Em 2018, Michel Macedo alcançou o índice A e se qualificou para os Jogos Olímpicos de Inverno de 2018. Inicialmente inscrito em quatro provas, Michel desistiu das disputas do combinado e do super-G devido a uma lesão no joelho. Macedo acabaria por disputar as provas de slalom e slalom gigante, não conseguindo completar a primeira descida em nenhuma delas.